# Dolžina dvižnega vozla
Dolžina dvižnega vozla (oznaka ☊ ali Ω)  je v astronomiji in v astrodinamiki eden izmed šestih elementov tira, ki določajo lego in hitrost nebesnega telesa. To je običajno kot med izbrano smerjo (pomladišče) in smerjo proti dvižnemu vozlu.
Kot merimo v izbrani ravnini, ki je odvisna od vrste nebesnega telesa.Uporabljajo se štiri ravnine, v katerih se meri dolžina dvižnega vozla:
- Ekliptika za telesa sončnega sistema (planeti, asteroidi, kometi). V tem primeru je dolžina dvižnega vozla enaka kotu med smerjo proti pomladišču in smerjo proti dvižnemu vozlu nebesnega telesa. (glej sliko)
- Ekvator Zemlje za geocentične tirnice umetnih satelitov. Kot pričetek merjenja dolžine dvižnega vozla se tudi tukaj vzame pomladišče. Kot se meri proti vzhodu (gledano iz severa je to v obratni smeri od gibanja urinega kazalca).
- Laplaceova ravnina za naravne satelite z zelo nagnjeno tirnico. Posebno je to uporabno pri naravnih satelitih plinskih velikanov: Jupiter, Saturn, Uran in Neptun. Kot dolžine dvižnega vozla se meri vzdolž ravnine od izbrane smeri.
- Tangencialna ravnina na nebesno sfero za zunajsončeva telesa. V tem primeru je dolžina dvižnega vozla kot med pravokotnico na to ravnino in smerjo proti nebesnemu severnemu polu.